# Winchester Model 1912
A Winchester Model 1912 (também conhecida como o Model 12 ou M12), é uma escopeta por ação de bombeamento com cão embutido e um carregador tubular externo, que foi fabricada pela Winchester Repeating Arms Company entre 1912 e 1964 tendo tido excelente aceitação no mercado, com cerca de 2.000.000 produzidas.

## Visão geral
A Winchester Model 1912 era popularmente chamada de "Perfect Repeater" ("Repetidora Perfeita") em seu lançamento, ela definiu amplamente o padrão para escopetas por ação de bombeamento ao longo de seus 51 anos de produção em grande quantidade. De agosto de 1912 até a primeira descontinuação pela Winchester em maio de 1964, quase dois milhões de escopetas Model 12 foram produzidas em diferentes comprimentos de cano.
Inicialmente oferecida para calibre 20 apenas, as versões de calibre 12 e 16 saíram em 1913 (listadas pela primeira vez nos catálogos de 1914), e a versão de calibre 28 saiu em 1934. Uma versão no calibre .410 nunca foi produzida; em vez disso, uma versão reduzida do Model 12 conhecida como Model 42 projetada por William Roemer, derivada diretamente dos desenhos em escala do Model 12, foi produzida para o .410 bore de 1933 a 1963.

## Descrição
A Model 1912 (abreviada para Model 12 em 1919) foi o próximo passo depois da escopeta de cão externo Winchester Model 1897, que por sua vez evoluiu da escopeta anterior Winchester Model 1893. O Model 12 foi projetado pelo engenheiro da Winchester T.C. Johnson, e foi baseado em parte no projeto M1893/97 de John M. Browning, em que usava um guarda-mão deslizante ou "ação de bombeamento" para alternar o mecanismo. Estava inicialmente disponível apenas em calibre 20 (as armas de calibre 12 e 16 não foram vendidas até o final de 1913). O Model 12 foi uma escopeta por ação de bombeamento e cão embutido de muito sucesso.
Seu carregador tubular é carregado pela parte inferior da arma; cartuchos vazios são ejetados para a direita; dependendo do plugue de madeira específico instalado no carregador, dois, três ou quatro cartuchos podem ser inseridos no carregador. O carregador pode armazenar até seis cartuchos 12 ga de 2¾ polegadas. cartuchos, quando nenhum plugue está instalado, ao contrário da maioria das espingardas de hoje que admitem quatro ou cinco cartuchos.

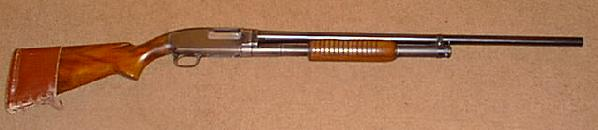
Um exemplar da Winchester Model 1912.

Com peças de aço forjado e usinado, o motivo final para a descontinuação em 1964 foi que era muito caro para produzir a um preço competitivo. A competição primária nesta época veio da muito mais barata Remington Model 870, que foi introduzida em 1950. A maioria das escopetas "modernas" Model 12 fabricadas depois de 1927 eram admitiam apenas cartuchos de 2¾ polegadas, embora alguns modelos especializados como o "Heavy Duck Gun Model 12" foram oferecidos para cartuchos de 3 polegadas "Super Speed" e "Super X" (basicamente um magnum de 3"). Os primeiros Model 12 de calibre 20 tinham câmaras de 2½", e os de calibre 16 tinham câmaras de 2 9⁄16 polegadas. Para aumentar a confusão, alguns desses primeiros Model 12 foram posteriormente modificados, com suas câmaras aumentadas para aceitar cartuchos de 2¾ ", enquanto outros permanecem em seus comprimentos de câmara de fábrica. A inspeção cuidadosa por um armeiro é sempre recomendada para determinar se é ou não seguro disparar um cartucho moderno de 2¾" no Model 12 mais antigo.
Exemplares especiais foram produzidos pela Winchester, pela US Repeating Arms Company e pela Miroku depois de 1964 até 2006 por meio de programas especializados de compra de colecionadores de armas, mas a escopeta "Perfect Repeater" nunca foi produzida em massa depois de 1964. A US Repeating Arms Company (uma subsidiária da FN Herstal) anunciou o fechamento completo da fábrica de New Haven, Connecticut, em janeiro de 2006, encerrando assim a longa e ilustre carreira da Winchester Model 12 aos 95 anos de idade.

## Uso militar
As Forças Armadas dos Estados Unidos usaram várias versões do Model 12 na Primeira Guerra Mundial, na Segunda Guerra Mundial, na Guerra da Coreia e no início da Guerra do Vietnã, até que o estoque se esgotou depois que a produção inicial do Model 12 cessou em 1964. Versões da Winchester Model 12 foram classificadas como Model 12 ou, abreviadamente, M12. Aproximadamente 20.000 "armas de trincheira" (curtas) Model 12 foram adquiridas pelo Exército dos EUA na Primeira Guerra Mundial, diferindo da versão civil por ter um cano mais curto, um escudo térmico de aço perfurado sobre o cano e um adaptador de baioneta M1917.
Mais de 80.000 escopetas Model 12 foram adquiridas durante a Segunda Guerra Mundial pelo Corpo de Fuzileiros Navais dos EUA, Forças Aéreas do Exército e Marinha, principalmente para uso no "Teatro do Pacífico". Versões de arma de choque do Model 12, sem escudo térmico e baioneta, foram adquiridas pelo Exército para uso na defesa de bases e na proteção de aeronaves das Forças Aéreas contra sabotadores quando estacionadas. A Marinha adquiriu e usou a versão de arma de choque para proteger os navios e o pessoal da Marinha em portos estrangeiros. O Corpo de Fuzileiros Navais usou a versão de trincheira do Model 12 com grande sucesso ao tomar as ilhas ocupadas pelos japoneses no Pacífico. A principal diferença nas escopetas Model 12 entre a versão da arma de trincheira da Segunda Guerra Mundial e a versão da arma de trincheira da Primeira Guerra Mundial era que o projeto original, contendo seis fileiras de orifícios no escudo térmico perfurado, foi reduzido a apenas quatro fileiras durante 1942.

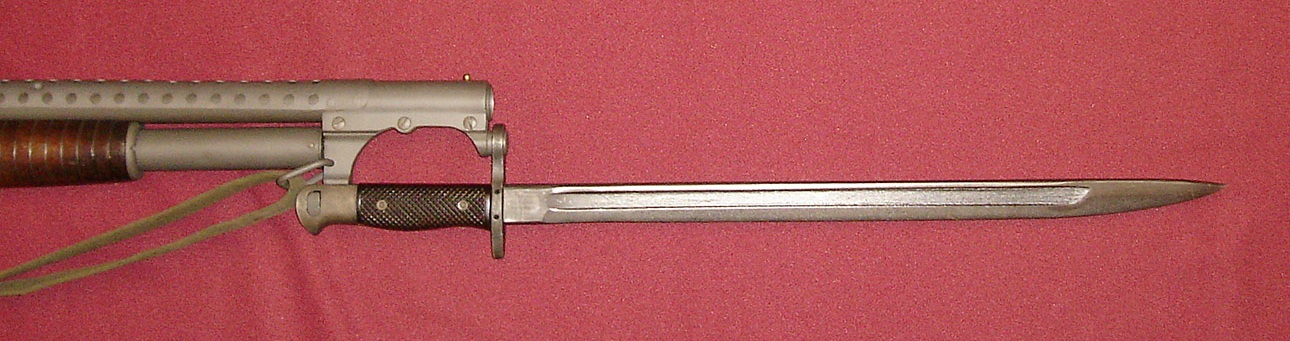
Baioneta acoplada a uma Winchester Model 1912
como usada na Guerra do Vietnã.

Durante a Guerra da Coréia, os fuzileiros navais usaram o Model 12 extensivamente. Da mesma forma, os Fuzileiros Navais e o Exército dos EUA usaram o Model 12 durante a Guerra do Vietnã. No entanto, a produção do Model 12 terminou em 1964, o que fez com que ele não fosse mais comprado pelos militares. No entanto, já havia inúmeras armas de fogo no arsenal americano, e o Model 12 continuaria em serviço de combate até o final da década de 1960. Em meados da década de 1960, a escopeta Ithaca 37 foi adquirida para uso em combate e começou a substituir o Model 12 como a escopeta principal empregada pelos militares dos Estados Unidos. A Ithaca 37 acabou se tornando a espingarda mais comumente usada na Guerra do Vietnã. Outras escopetas que foram usadas nesse conflito incluíram a arma de trincheira Winchester Model 1897, a escopeta "Stevens Model 77" e a Remington 870 Wingmaster, essa última foi mais usada pela Marinha dos EUA do que outras armas.
Ao contrário da maioria das escopetas de bombeamento modernas, a Winchester Model 12 não tinha o desconector de gatilho. Como o modelo anterior o "M1897", ele disparava cada vez que a ação fechava, desde que o gatilho permanecesse pressionado desde o disparo anterior. Enquanto o gatilho permanecia pressionado, tão rápido quanto se pudesse bombear a ação aberta e fechada, outro tiro seria disparado ("slam firing"). Essa característica e sua capacidade de carregador de 6 projéteis o tornaram eficaz para o combate corpo a corpo.

## Operadores
- Grécia: Utilizada pela 1ª Brigada de Pára-quedistas.
- Malásia[2]
- Estados Unidos